# Герроу-он-те-гілл (станція)
51°34′46″ пн. ш. 0°20′13″ зх. д. / 51.5794° пн. ш. 0.337° зх. д.

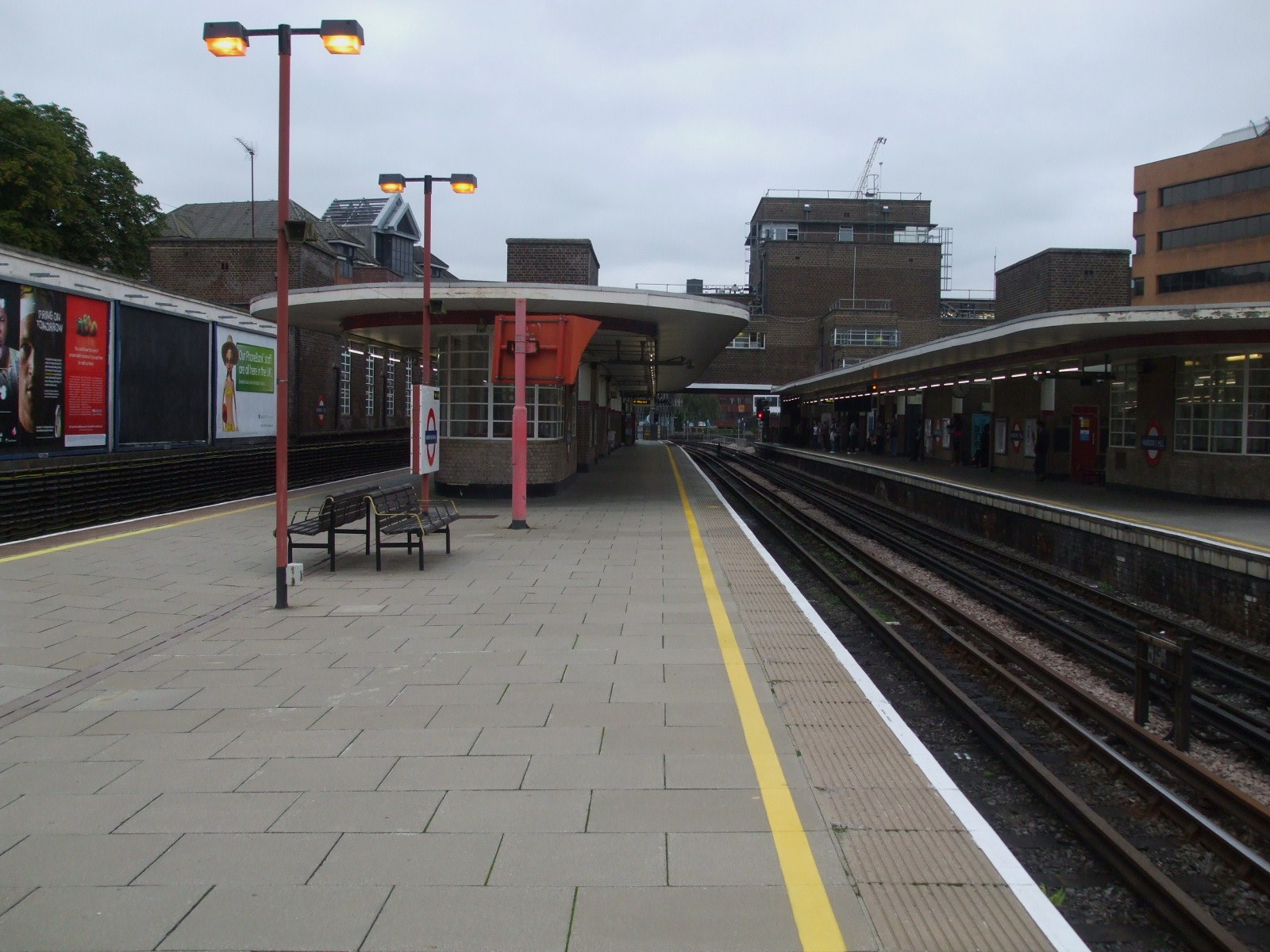
Платформа станції Герроу-он-те-гілл

Герроу-он-те-гілл (англ. Harrow-on-the-Hil) — станція лінії Метрополітен Лондонського метрополітену та приміської лінії Chiltern Railways. Розташована у 5-й тарифній зоні. Пасажирообіг на 2017 рік, для Метрополітен — 10.96 млн. осіб.
, для Chiltern Railways —  2.518 млн. осіб

## Історія
- 2 серпня 1880 — відкриття станції у складі Metropolitan Railway (сьогоденна Лінія Метрополітен), як Герроу.
- 1 червня 1894 — перейменовано на Герроу-он-те-гілл
- 3 квітня 1967 — закриття товарної станції[5]

## Послуги
| Попередня станція | Лінія | Лінія                                         | Лінія | Наступна станція |
| ----------------- | ----- | --------------------------------------------- | ----- | ---------------- |
| Мур-парк          |       | Лондонське метро Лінія Метрополітен           |       | Вемблі-парк      |
| Норт-Герроу       |       | Лондонське метро Лінія Метрополітен           |       | Нортвік-парк     |
| Вест-Герроу       |       | Лондонське метро Лінія Метрополітен           |       | Фінчлі-роуд      |
| Рікменсворт       |       | Chiltern Railways Залізниця Лондон — Ейлсбері |       | Мерілебон        |